# Лопатто, Шелумиэль
Шелумиэ́ль Лопа́тто (лит. Šėlumiėlis Lopato; 14 (27) мая 1904, Троки — 20 сентября 1923) — литовский караимский поэт, лесничий.

## Биография
Родился в Троках в бедной караимской семье. Отец — новоместский мещанин Йошиягу Лопатто, портной родом из Поневежа, мать — Маня Дубинская, родом из Трок. Имел брата Иосифа (утонул в о. Гальве в 1910 году) и сестру Раю. В 7-летнем возрасте лишился матери. В 1911—1915 годах учился в Трокском начальном для караимских детей училище у Исаака-Боаза Фирковича. Решив продолжить своё обучение, по напутствию родственников отправился в Санкт-Петербург, где в 1915—1916 году посещал мужскую гимназию. Вскоре туда переехала вся его семья. Из-за начавшейся войны многие караимы из западных губерний России перебрались в Крым. Так же поступила и семья Лопатто, поселившаяся в Евпатории. Там в 1916—1920 годах Шелумиэль обучался в Александровском караимском духовном училище, которое окончил на «отлично». В 1920 году семья Лопатто вернулась домой и поселилась в Паневежисе, где Шелумиэль выучил литовский язык и начал трудовую деятельность в качестве писаря в Пасвалисе. 8 марта 1921 года был зарегистрирован как кандидат на должность учителя в Отделе образования Биржайско-Посвольского округа. В июле 1923 года окончил лесной техникум и стал техником лесного хозяйства. Работал заместителем лесничего.
Убит бандитами 20 сентября 1923 года близ Паневежиса во время исполнения служебных обязанностей. Виновные найдены не были. Похоронен на кладбище в Науяместисе.

## Творчество и общественная деятельность
Поэтический талант проявился в годы жизни в Евпатории, где Шелумиэль написал свои первые стихотворения на караимском языке. В них поэт отобразил тяготы своей жизни, любовь к людям и родному краю. Поэтические образы Лопатто были вдохновлены библейскими и религиозным мотивами, о чём говорят названия некоторых его стихотворений. По мнению Александра Мардковича, в стихотворении «Насмешка судьбы» (караимск. Kültküsü gorałnyn) автор «передаёт воспоминания о своей матери и той беспросветно убогой обстановке, в которой ему пришлось жить и расти». Высоко ценила поэзию Ш. Лопатто литовская поэтесса Юдита Вайчюнайте. Своё свободное время Шелумиэль Лопатто также посвящал науке и самообразованию, общественной деятельности. Активно участвовал в жизни караимской общины, приобщая молодых людей к литературе. В 1923 году был одним из основателей паневежского общества караимской молодёжи «Онармах». Занимался переводом и написанием пьес для любительского караимского театра. По некоторым данным, проводил богослужения в паневежской кенассе.

### Сочинения
Поэзия Шелумиэля Лопатто опубликована посмертно в караимских журналах «Karaj Awazy», «Onarmach», «Awazymyz», а также переведена на польский и литовский языки.
- Klaklar // Karaj Awazy. — Łuck, 1932. — № 2 (4). — С. 4.
- Tanbyłahy wachtłej // Karaj Awazy. — Łuck, 1932. — № 2 (4). — С. 4.
- Küsiancz // Karaj Awazy. — Łuck, 1932. — № 2 (4). — С. 4.
- Awo bigwurot Adonaj Elohim // Karaj Awazy. — Łuck, 1932. — № 2 (4). — С. 4—5.
- Kültküsü gorałnyn // Karaj Awazy. — Łuck, 1932. — № 2 (4). — С. 5.
- Kaiń (V. Hugo’dan) // Karaj Awazy. — Łuck, 1932. — № 2 (4). — С. 5—6.
- Iszancz // Karaj Awazy. — Łuck, 1932. — № 2 (4). — С. 6.
- Uszattyrmach Dawidnin Mizmorłaryna // Karaj Awazy. — Łuck, 1932. — № 2 (4). — С. 6—7.
- Mi jaale bahar Adonaj // Onarmach. — Panevėžys, 1939. — № 1. — С. 14.
- Sahyšlar // Onarmach. — Panevėžys, 1939. — № 1. — С. 14.
- Ханна-тётя // «Карай йырлары» : сборник поэзии литовских караимов / сост. М. И. Фиркович. — Вильнюс, 1989. — С. 153.

## Память
В честь 10-летия со дня смерти паневежским караимским обществом была выпущена почтовая карточка с портретом Шелумиэля Лопатто.